# کارلوز سالدانیا
کارلوز سالدانیا (به پرتغالی: Carlos Saldanha; تلفظ پرتغالی:[ˈkaʁluz sawˈdɐɲa]) (زادهٔ ۲۴ ژانویه ۱۹۶۵) کارگردان و نقاش اهل برزیل است که بیشتر کارهای انیمیشن را با بلو اسکای استودیو انجام داده‌است. وی کارگردان عصر یخبندان: ذوب (۲۰۰۶)، عصر یخبندان: ظهور دایناسورها (۲۰۰۹)، ریو (۲۰۱۱)، ریو ۲ (۲۰۱۴)، فردیناند (۲۰۱۷)، هارولد و مداد رنگی بنفش (۲۰۲۴) و مدیر مشترک عصر یخبندان (۲۰۰۲) و ربات‌ها (۲۰۰۵) بوده‌است. در سال ۲۰۰۳، سالدانیا، نامزد دریافت جایزه اسکار بهترین پویانمایی کوتاه برای فیلم کوتاه پر از بلوط و در ۲۰۱۸ نامزد دریافت جایزه اسکار بهترین فیلم پویانمایی برای فردیناند شد.

## زندگی‌نامه
سالدانیا در برزیل متولد و در ریو دو ژانیرو بزرگ شد. هر چند او کارتون و نقاشی را از سن پایین دوست داشت اما در زمانی که بزرگسال بود، کارش را به عنوان یک حرفه در علوم رایانه در نظر گرفته بود و به همین دلیل فکر نمی‌کرد حرفه‌ای در هنر، برایش قابل دوام باشد؛ این تغییر فکر، زمانی بود که وی از چگونگی تصویربرداری کامپیوتری انیمیشن آگاه شد و برنامه‌های آموزشی دانشکدهٔ هنرهای تجسمی در منهتن را کشف کرد. او در این باره گفت: «من از همان روز اول در کلاس می‌دانستم که این همان چیزی بود که برای بقیهٔ زندگی ام می‌خواستم.» یکی از مدرسان او، برای به رسمیت شناخته شدن استعدادهایش، او را متقاعد کرد که در دانشگاه کارشناسی ارشد هنرهای زیبا ثبت‌نام کند؛ هر چند سالدانیا و همسرش، ایزابلا اسکارپا، فکر می‌کردند این یک خطر برایشان محسوب می‌شود. درحالی که در اس‌وی‌آ با بردن دو جایزه برای فیلم‌های کوتاه، در جشنواره‌های فیلم، در سراسر جهان برجسته شد.

## حرفه
در طول سال‌های نوپای خود، نام بلو اسکای استودیو در انیمیشن‌های تولید شده به چشم می‌خورد. در سال ۲۰۰۲ سالدانیا با مدیرمشترکی ودج، انیمیشن عصر یخبندان را ساختند. این فیلم یک موفقیت با ۴۵ میلیون دلار بهترین افتتاح مارس تاکنون بوده‌است. پس از همکار کارگردانی در سال ۲۰۰۵ فیلم ربات با توجه به رکورد قبلی شکست خورد و عاقبت در ۲۰۰۶ عصر یخبندان: ذوب را سالدانیا، خودش کارگردانی کرد. بعدها کارگردانی عصر یخبندان: ظهور دایناسورها را در ۲۰۰۹ انجام داد.